# Denis O'Hare
Denis Patrick Seamus O'Hare (Kansas, 12 de janeiro de 1962), mais conhecido como Denis O'Hare, é um ator norte-americano de cinema e televisão. Muito conhecido por participar do filme Star Wars Episodio 1: A ameça Fantasma como piloto da nave nubian de Naboo, de 5 temporadas da série norte americana de horror American Horror Story e interpretar o vampiro Russell Edgington, em True Blood, O'Hare é de ascendência irlandesa e tem um passaporte irlandês. O'Hare se declarou homossexual, enquanto estudava na Brother Rice High School. Ele é casado com Hugo Redwood desde julho de 2011. Os dois adotaram um filho. 

## Filmografia

### Cinema
| Ano  | Título                            | Papel                            | Notas          |
| ---- | --------------------------------- | -------------------------------- | -------------- |
| 1997 | St. Patrick's Day                 | Russell                          |                |
| 1998 | River Red                         | Padre                            |                |
| 1999 | Sweet and Lowdown                 | Jake                             |                |
| 2001 | The Anniversary Party             | Ryan Rose                        |                |
| 2003 | 21 Grams                          | Dr. Rothberg                     |                |
| 2004 | Garden State                      | Albert                           |                |
| 2005 | Heights                           | Andrew                           |                |
| 2005 | Derailed                          | Jerry                            |                |
| 2006 | Stephanie Daley                   | Frank                            |                |
| 2006 | Half Nelson                       | Jimbo                            |                |
| 2007 | Rocket Science                    | Doyle Hefner                     |                |
| 2007 | A Mighty Heart                    | John Bussey                      |                |
| 2007 | American Loser                    | Mike                             |                |
| 2007 | Michael Clayton                   | Sr. Greer                        |                |
| 2007 | The Babysitters                   | Stan Lyner                       |                |
| 2007 | Awake                             | Analista de notícias financeiras |                |
| 2007 | Charlie Wilson's War              | Harold Holt                      |                |
| 2008 | Pretty Bird                       | Chuck Stutters                   |                |
| 2008 | Baby Mama                         | Dr. Manheim                      |                |
| 2008 | Changeling                        | Dr. Jonathan Steele              |                |
| 2008 | Quarantine                        | Randy                            |                |
| 2008 | Milk                              | John Briggs                      |                |
| 2009 | Brief Interviews with Hideous Men | A / Sujeito #3                   |                |
| 2009 | An Englishman in New York         | Phillip Steele                   |                |
| 2009 | Duplicity                         | Duke Monahan                     |                |
| 2009 | The Proposal                      | Sr. Gilbertson                   |                |
| 2010 | Edge of Darkness                  | Moore                            |                |
| 2011 | The Eagle                         | Lutorius                         |                |
| 2011 | The Ghosts of Los Angeles         | Josh                             | Curta-metragem |
| 2011 | 5,000 Feet is the Best            | Piloto                           | Curta-metragem |
| 2011 | J. Edgar                          | Albert S. Osborn                 |                |
| 2013 | C.O.G.                            | Jon                              |                |
| 2013 | Dallas Buyers Club                | Dr. Sevard                       |                |
| 2014 | The Judge                         | Doc Morris                       |                |
| 2014 | The Town That Dreaded Sundown     | Charles B. Pierce, Jr.           |                |
| 2014 | The Pyramid                       | Holden                           |                |
| 2016 | From Nowhere                      | Isaac Miller                     |                |
| 2016 | Army of One                       | Agente Doss                      |                |
| 2017 | Novitiate                         | Arcebispo McCarthy               |                |
| 2017 | Allure                            | William Drake                    |                |
| 2018 | Private Life                      | Dr. Dordick                      |                |
| 2018 | Lizzie                            | John Morse                       |                |
| 2018 | The Parting Glass                 | Danny                            |                |
| 2018 | Danger One                        | Craddock                         |                |
| 2019 | Late Night                        | Brad                             |                |
| 2019 | The Day Shall Come                | Andy Mudd                        |                |
| 2019 | Swallow                           | Erwin                            |                |
| 2019 | Bottom of the 9th                 | Policial Lonergan                |                |
| 2019 | The Goldfinch                     | Lucius Reeve                     |                |
| 2020 | The Postcard Killings             | Simon Haysmith                   |                |
| 2020 | Effacer l'historique              | Milionário americano             |                |
| 2021 | Netuser                           | Peter                            | Curta-metragem |
| 2022 | Infinite Storm                    | Dave                             |                |
| 2024 | Largo Winch : Le prix de l'argent | Dwight Cochrane                  |                |

### Televisão
| Ano       | Título                                | Papel                                                                | Notas                                          |
| --------- | ------------------------------------- | -------------------------------------------------------------------- | ---------------------------------------------- |
| 1993      | The Young Indiana Jones Chronicles    | Keating                                                              | Episódio: "Paris, May 1919"                    |
| 1993-2003 | Law & Order                           | Harold Morrissey / James Smith / Phil Christie / Padre Richard Hogan | 4 episódios                                    |
| 1994      | New York Undercover                   | Carson                                                               | Episódio: "Sins of the Father"                 |
| 1995      | The Wright Verdicts                   | Doyle                                                                | Episódio: "Unlucky Star"                       |
| 1998      | Saint Maybe                           | Reverendo Emmett                                                     | Filme de TV                                    |
| 2000      | Law & Order: Special Victims Unit     | Jimmy Walp                                                           | Episódio: "The Third Guy"                      |
| 2000      | Hamlet                                | Osric                                                                | Filme de TV                                    |
| 2001–2002 | 100 Centre Street                     | Lou                                                                  | 3 episódios                                    |
| 2005      | Angel Rodriguez                       | Henry                                                                | Filme de TV                                    |
| 2005      | The Wonderful World of Disney         | Príncipe Dauntless                                                   | Episódio: "Once Upon a Mattress"               |
| 2006      | Justice                               | Larry Bowers                                                         | Episódio: "Death Spiral"                       |
| 2007      | American Experience                   | Henry Lee                                                            | Episódio: "Alexander Hamilton"                 |
| 2007–2009 | Brothers & Sisters                    | Travis March                                                         | 12 episódios                                   |
| 2007      | CSI: Crime Scene Investigation        | Tom Michaels                                                         | Episódio: "Who and What?"                      |
| 2008      | Law & Order: Criminal Intent          | Padre Shea                                                           | Episódio: "Last Rites"                         |
| 2008      | The Tower                             | Richard March                                                        | Filme de TV                                    |
| 2009–2010 | CSI: Miami                            | Evan Talbot                                                          | 3 episódios                                    |
| 2009      | Bored to Death                        | Dr. David Worth                                                      | Episódio: "The Case of the Missing Screenplay" |
| 2009–2016 | The Good Wife                         | Juíz Charles Abernathy                                               | 9 episódios                                    |
| 2009      | Maggie Hill                           | Milo Marcus                                                          | Filme de TV                                    |
| 2010      | American Experience                   | Benjamin Latrobe                                                     | Episódio: "Dolley Madison"                     |
| 2010–2012 | True Blood                            | Russell Edgington                                                    | 20 episódios                                   |
| 2011      | American Horror Story: Murder House   | Larry Harvey                                                         | 12 episódios                                   |
| 2013      | Law & Order: Special Victims Unit     | Padre Shea                                                           | Episódio: "Presumed Guilty"                    |
| 2013–2014 | American Horror Story: Coven          | Spalding                                                             | 13 episódios                                   |
| 2014      | Rake                                  | Graham Murray                                                        | Episódio: "Cannibal"                           |
| 2014      | The Normal Heart                      | Hiram Keebler                                                        | Filme de TV                                    |
| 2014–2015 | American Horror Story: Freak Show     | Stanley                                                              | 13 episódios                                   |
| 2015      | Banshee                               | Robert Phillips                                                      | Episódio: "A Fixer of Sorts"                   |
| 2015      | The Comedians                         | Denis Grant                                                          | 5 episódios                                    |
| 2015–2016 | American Horror Story: Hotel          | Liz Taylor                                                           | 12 episódios                                   |
| 2016      | American Horror Story: Roanoke        | Dr. Elias Cunningham / William van Henderson                         | 10 episódios                                   |
| 2016–2018 | This Is Us                            | Jessie                                                               | 4 episódios                                    |
| 2017–2021 | The Good Fight                        | Juiz Charles Abernathy                                               | 3 episódios                                    |
| 2017      | When We Rise                          | Jim Foster                                                           | Episódio: "Part 1"                             |
| 2017      | American Masters                      | Edgar Allan Poe                                                      | Episódio: "Edgar Allan Poe: Buried Alive"      |
| 2017      | Broad City                            | Terry Hudson                                                         | Episódio: “Friendiversary”                     |
| 2017      | Crash & Burn                          | Jacob Newman                                                         | Filme de TV                                    |
| 2019      | Big Little Lies                       | Ira Farber                                                           | 4 episódios                                    |
| 2020-2021 | The Accidental Wolf                   | Dean                                                                 | 3 episódios                                    |
| 2020      | Dr. Seuss' the Grinch Musical         | Max velho                                                            | Filme de TV                                    |
| 2021      | American Gods                         | Tyr                                                                  | 4 episódios                                    |
| 2021-2023 | The Nevers                            | Dr. Edmund Hague                                                     | 10 episódios                                   |
| 2021      | American Horror Story: Double Feature | Holden Vaughn                                                        | 4 episódios                                    |
| 2022      | American Horror Stories               | Sr. Van Wirt                                                         | Episódio: "Dollhouse"                          |
| 2022      | Trying                                | Leo                                                                  | 2 episódios                                    |
| 2022      | American Horror Story: NYC            | Henry                                                                | 10 episódios                                   |
| 2023-2024 | American Horror Story: Delicate       | Dr. Andrew Hill                                                      | 9 episódios                                    |
| 2024      | Evil                                  | Giovanni De Vita                                                     | 2 episódios                                    |

## Teatro
| Ano  | Título                  | Papel                      | Notas        |
| ---- | ----------------------- | -------------------------- | ------------ |
| 1992 | Hauptmannn              | Richard Hauptmann          | Off-Broadway |
| 1992 | Woyzeck                 | Doutor / Soldado           | Off-Broadway |
| 1994 | Lonely Planet           | Carl                       | Off-Broadway |
| 1994 | The Arabian Nights      | Pasteleiro / Sheik /Ishaak | Off-Broadway |
| 1995 | Silence, Cunning, Exile | Donald                     | Off-Broadway |
| 1995 | Lonely Planet           | Carl                       | Off-Broadway |
| 1995 | Racing Demon            | Ewan Gilmour               | Broadway     |
| 1998 | Cabaret                 | Ernst Ludwig               | Broadway     |
| 2001 | Ten Unknowns            | Trevor Fabricant           | Off-Broadway |
| 2001 | Major Barbara           | Adolphus Cusins            | Broadway     |
| 2002 | Helen                   | Menelau                    | Off-Broadway |
| 2002 | Take Me Out             | Mason Marzac               | Off-Broadway |
| 2003 | Take Me Out             | Mason Marzac               | Broadway     |
| 2004 | Assassins               | Charles Guiteau            | Broadway     |
| 2005 | Sweet Charity           | Oscar Lindquist            | Broadway     |
| 2006 | Pig Farm                | Teddy                      | Off-Broadway |
| 2007 | A Spanish Play          | Mariano                    | Off-Broadway |
| 2007 | Inherit the Wind        | E. K. Hornbeck             | Broadway     |
| 2009 | Uncle Vanya             | Voynitsky / Ivan Petrovich | Off-Broadway |
| 2010 | Elling                  | Elling                     | Broadway     |
| 2012 | An Iliad                | Poeta                      | Off-Broadway |
| 2012 | Into the Woods          | Padeiro                    | Off-Broadway |